# Royalties (agence)
 (octobre 2016).
Royalties est une agence de création et d'image de marque (plus connu sous l'appellation anglo-saxonne brand management, ou branding) basée à Paris. Fondée en 2008 par Publicis et Eurogroup, elle appartient aujourd'hui à deux de ses associés fondateurs : David Jobin et Olivier Bontemps. L'agence a des bureaux en France et en Chine.

## Historique
David Jobin et Olivier Bontemps se sont associés en 2008 pour créer une agence autour de la culture des marques comme actifs immatériels. Ils se sont rencontrés chez Interbrand alors qu’Olivier dirigeait en tant que cofondateur l'agence View (spécialisée dans le motion design). 
Leur rapprochement a été organisé par Philippe Lenstchener, alors président de Publicis France, qui cherchait à développer une offre de gestion de marque associant design et stratégie. Publicis et Eurogroup ont contribué conjointement à la création de l'agence, qui est devenue l'agence phare de branding du groupe Publicis.
En 2014, Publicis vend sa participation de 60 % aux membres fondateurs de l'agence.
Avec l'agence Ecobranding et le designer Sylvain Boyer, elle crée l'emblème et la typographie des Jeux olympiques de 2024.

## Ecobranding
Sylvain Boyer a rejoint Royalties en 2018 pour y développer EcoBranding, une filiale s'appuyant sur une méthode pour renouveler le sens des marques par la responsabilité sociale des entreprises.
En 2019, le principe de l'ecobranding est utilisé dans la création de l'identité graphique des Jeux olympiques d'été 2024.  Le design gagnant proposé par Royalties,. 
Le logo des Jeux olympiques d'été de 2024 a été décrit comme le « logo le plus influent de l'année » par la Creative Review, et a fait l'objet de 543 articles de presse en ligne en 24 heures.

## Récompenses
Royalties a reçu plusieurs prix pour son travail : Les Trophées LSA de l'Innovation (avec Carré Noir) pour le concept de smart store Castorama et le Grand Prix Stratégies Design (2ème prix) pour la refonte de PagesJaunes.